# Yamam
Yamam (ebraico: ימ"מ, un acronimo per Unità Speciale Centrale (יחידה מרכזית מיוחדת, Yeḥida Merkazit Meyuḥedet) è una unità speciale della polizia di frontiera israeliana, nata nel 1974, con un organico di circa 200 persone.

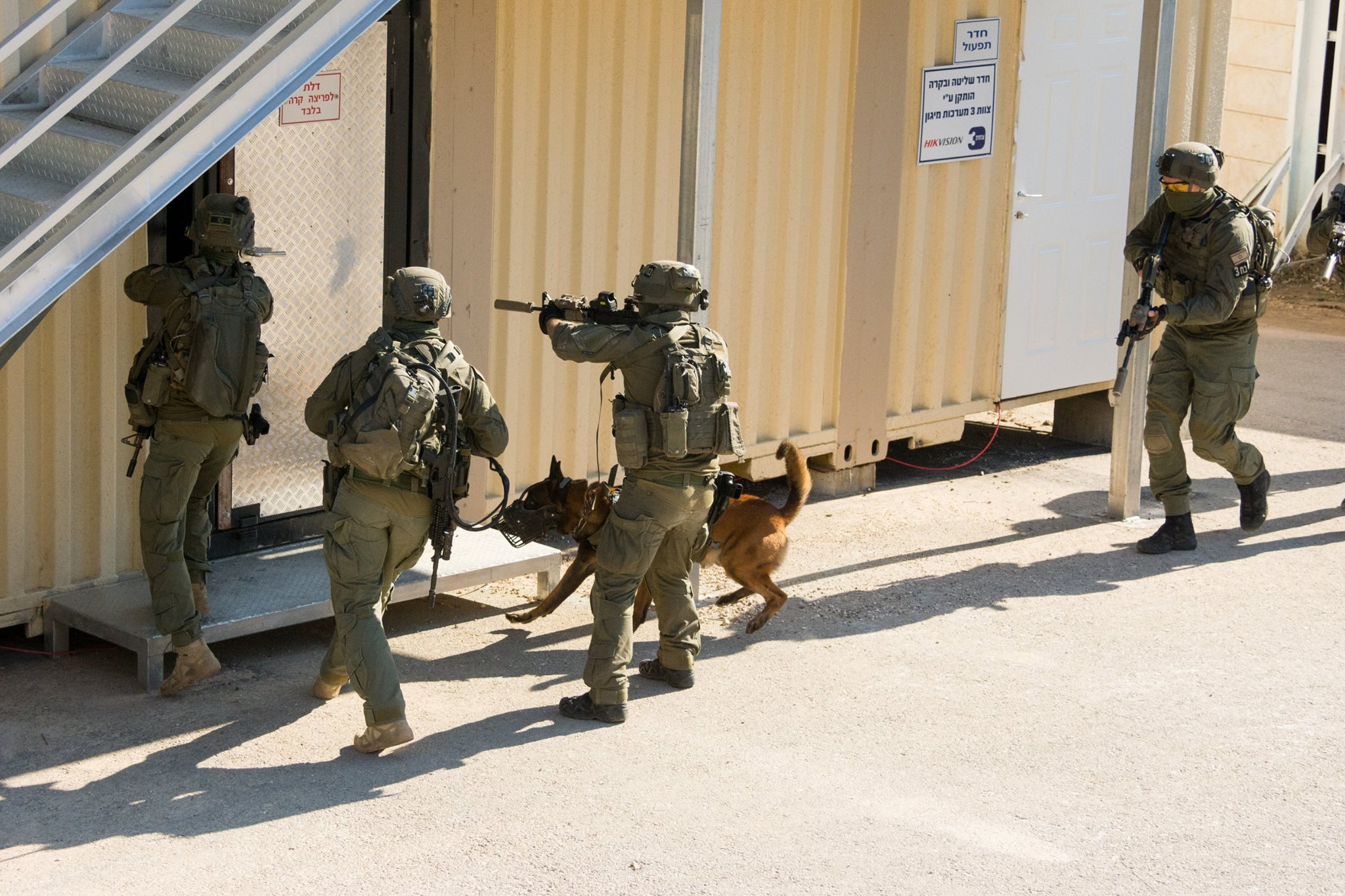
La Yamam in azione nel 2018

Tra le varie operazioni cui ha partecipato, la più nota è l'intervento contro il massacro della Strada costiera. Molti dei suoi membri sono ex militari delle forze di difesa israeliane (IDF), provenienti anche da forze di élite. Pur non avendo uno status militare, l'addestramento è quello di tipo SWAT, con sessioni di tipo Close Quarters Combat, di neutralizzazione di bombe umane e liberazione di ostaggi; nelle sue file figurano specialisti di irruzione, artificieri e bonificatori di ordigni esplosivi.